# 현대에너셀
현대에너셀 (Hyundai Enercell)은 경원산업을 현대자동차그룹에서 인수하여 설립한 회사로 대한민국의 자동차 배터리 제조회사다. 현대자동차와 기아자동차, 현대모비스의 배터리를 생산하고있다.(현 성우오토모티브와 합병)

## 브랜드
- 쏠라이트

## 같이 보기
- 대한민국의 경제